# Gene Fenn
 (novembre 2018).
Si vous disposez d'ouvrages ou d'articles de référence ou si vous connaissez des sites web de qualité traitant du thème abordé ici, merci de compléter l'article en donnant les références utiles à sa vérifiabilité et en les liant à la section « Notes et références ».
Pour les articles homonymes, voir Fenn.
Gene Fenn (né Eugene Fenn le 16 avril 1911 à New York et mort le 14 novembre 2001 à Paris) est un photographe de mode et peintre américain.

## Biographie
D'abord assistant de Louise Dahl-Wolfe, il fut engagé par Alexey Brodovitch dans Harper's Bazaar, dont il fit par exemple la couverture en juillet 1944. Il réalise des reportages dont des photos à la chambre 8x10' en Kodachrome d'œuvres de Dior, Givenchy, Schiaparelli, etc. Il a rapporté des États-Unis les premiers flash pro électroniques copiés ensuite par Balcar.
Installé en France à partir de 1949, sa rencontre avec Fernand Léger va le faire basculer vers la peinture et les collages photo-peinture. Ses photos de mode typées années 40-50 furent redécouvertes par Laurent Wiame et des journalistes spécialisés[réf. souhaitée].
Gene Fenn est à l'origine de la reconnaissance du Copyright en France pour les photographes-illustrateurs et reporters.

## Collections, expositions
La dernière grande exposition de Gene Fenn a été organisée par le photographe Jo Duchene, propriétaire en 1985 de la Galerie D’Anvers dans le 9e arrondissement à Paris. Ceci pour le Mois de la Photo de novembre 1986, et qui a eu lieu dans les locaux de la Banque BRED, boulevard des Capucines à Paris sur plus de 800 m2. Comme documentation, on pourra consulter le catalogue du Mois de la photo de novembre 1986, un reportage dans Jours de France de la même époque, et surtout le magazine Zoom numéro 131 de 1985, intitulé en couverture : Les marges de la mode, consacré à cinq photographes de mode, avec en couverture une photo de Gene Fenn (reproduction d’un Kodachrome 20x25). La Galerie D’Anvers avait également exposé des tirages vintage noir et blanc, consacrées à des artistes et écrivains d’Hollywood à la même date de novembre 1986.
L'exposition de la BRED, a pu montrer au public des peintures de Gene Fenn, notamment une remarquable toile de grandes dimensions d'un rideau de scène peint pour les Ballets de Monte-Carlo, et une série de photos, tirées par la galerie, de l’atelier de Man Ray. Des caissons lumineux de diapos 20x25 Kodachrome étaient également exposés.
Gene Fenn collaborait régulièrement pour l'édition française de l'International Herald tribune, et était considéré comme un artiste photographe (ce qu'il était véritablement) par le journal.